# Liste du patrimoine mondial au Nigeria
Cet article recense les sites inscrits au patrimoine mondial au Nigeria.

## Statistiques
Le Nigeria (Nigéria pour l'UNESCO) ratifie la Convention pour la protection du patrimoine mondial, culturel et naturel le 23 octobre 1974. Le premier site protégé est inscrit en 1999.
En 2013, le Nigeria compte 2 sites inscrits au patrimoine mondial, culturels. 
Le pays a également soumis 13 sites à la liste indicative, 7 culturels, 3 naturels et 3 mixtes.

## Listes

### Patrimoine mondial
Les sites suivants sont inscrits au patrimoine mondial.
| Site                        | État    | Type                        | Date | Superficie (ha) | Lien | Notes | Coordonnées                       | Illus. |
| --------------------------- | ------- | --------------------------- | ---- | --------------- | ---- | ----- | --------------------------------- | ------ |
| Forêt sacrée d'Osun-Oshogbo | Osun    | Culturel, (ii), (iii), (vi) | 2005 | 75              | 1118 |       | 7° 45′ 22″ nord, 4° 33′ 07″ est   |        |
| Paysage culturel de Sukur   | Adamawa | Culturel, (iii), (v), (vi)  | 1999 |                 | 938  |       | 10° 44′ 28″ nord, 13° 34′ 19″ est |        |

### Liste indicative
Les sites suivants sont inscrits sur la liste indicative.
| Site                                        | État        | Type                            | Date | Superficie (ha) | Lien | Notes                                  | Coordonnées                             | Illus. |
| ------------------------------------------- | ----------- | ------------------------------- | ---- | --------------- | ---- | -------------------------------------- | --------------------------------------- | ------ |
| Ancienne enceinte de Kano et sites associés | Kano        | Culturel (iii), (v), (vi)       | 2007 |                 | 5171 |                                        |                                         |        |
| Benin Iya / Eredo de Sungbo                 | Ogun        | Culturel (ii), (iii), (iv), (v) | 1995 |                 | 488  |                                        | 6° 46′ 25″ nord, 3° 51′ 00″ est         |        |
| Kwiambana et/ou Ningi                       | Bauchi      | Culturel (ii), (iii), (iv)      | 1995 |                 | 492  |                                        | 11° 04′ 01″ nord, 9° 34′ 01″ est        |        |
| Monolithes de pierre d'Alok Ikom            | Cross River | Culturel (i), (iii)             | 2007 |                 | 5173 |                                        | 6° 00′ nord, 8° 30′ est                 |        |
| Oke Idanre                                  | Ondo        | Culturel (ii), (iii), (v)       | 2007 |                 | 5169 |                                        | 7° 06′ 14″ nord, 5° 06′ 07″ est         |        |
| Route des esclaves du Long Juju d'Arochokwu | Abia        | Culturel (iii), (vi)            | 2007 |                 | 5170 |                                        |                                         |        |
| Vieil Oyo                                   | Oyo         | Culturel (ii), (v)              | 1995 |                 | 489  |                                        | 8° 59′ 31″ nord, 4° 22′ 59″ est         |        |
| Mangroves du delta du Niger                 |             | Naturel                         | 1995 |                 | 494  |                                        | 4° nord, 5° est                         |        |
| Monts Oban / Korup                          | Cross River | Naturel (viii), (ix), (x)       | 1995 |                 | 493  |                                        | 8° 30′ 00″ nord, 5° 49′ 59″ est         |        |
| Parc national de Gashaka Gumti              | Taraba      | Naturel (vii), (x)              | 1995 |                 | 495  |                                        | 11° 30′ 00″ nord, 7° 19′ 59″ est        |        |
| Grottes d'Ogbunike                          | Anambra     | Mixte (vi), (vii)               | 2007 |                 | 5174 |                                        | 6° 11′ 10″ nord, 6° 54′ 22″ est         |        |
| Paysage culturel du Lac Tchad (Nigéria)     | Brono, Yobe | Mixte (ii), (iii), (vii), (ix)  | 2018 |                 | 6360 | Avec le Cameroun, le Niger et le Tchad | 13° 16′ 30,09″ nord, 13° 55′ 33,85″ est |        |
| Paysage culturel de Surame                  | Sokoto      | Mixte (i), (vii)                | 2007 |                 | 5172 |                                        | 13° 05′ 17″ nord, 4° 53′ 56″ est        |        |